# ایوان دوماراتسکی
ایوان دوماراتسکی (اوکراینی: Іван Домарацький؛ نیمه دوم قرن ۱۷ - نیمه اول قرن ۱۸) آهنگساز اهل مشترک‌المنافع لهستان–لیتوانی بود.